# Takeshi Kusao
Takeshi Kusao (jap. 草尾 毅 Kusao Takeshi; ur. 20 listopada 1965) – japoński seiyū i piosenkarz związany z Aoni Production. Najbardziej znany jest z ról Hanamichiego Sakuragiego z anime Slam Dunk oraz Trunksa w serii Dragon Ball. Działa również w dubbingu, gdzie w kilku filmach podkładał głos postaciom granym przez Leonardo DiCaprio.

## Wybrane role głosowe
- Dragon Ball Z –
  - Trunks,
  - Gotenks,
  - Gregory,
  - Upa,
  - Pigero
- Dragon Ball GT – Trunks
- Keroro gunsō – Dororo
- Slam Dunk – Hanamichi Sakuragi
- Code Geass – Mao
- Kyōshoku Sōkō Guyver – Shō Fukamachi
- Digimon Adventure 02 – Revolmon
- Akira – Kai
- Kidō Senshi Gundam F91 – Dorel Ronah
- Naruto – Gozu
- B-Robo Kabutack –
  - Kabutack,
  - Jun'ichirō Kokuritsu
- Jūken Sentai Gekiranger – Pyon Pyo